# 加油吧实习生
《加油吧实习生》，又名《实习生》、《奔跑吧实习生》，改編自蓝小汐《实习生》，由北京摩登视界文化传媒有限公司、宁波摩登视界文化传媒有限公司、北京摩天轮文化传媒有限公司、慈文传媒联合出品的都市情感剧，孙皓执导，赵丽颖、郑恺、蔡文靜、鄭家彬领衔主演。
于2014年10月22日在宁波开机，2015年1月26日在上海杀青，于2015年7月17日在江苏卫视播出，2015年8月4日完結篇。

## 播放平台
| 頻道                  | 所在地   | 播映日期      | 播出時間                      |
| --------------------- | -------- | ------------- | ----------------------------- |
| 江苏卫视              | 中国大陆 | 2015年7月17日 | 每晚 19:30-21:30 （两集连播） |
| Astro雙星 Astro雙星HD | 马来西亚 | 2015年9月24日 | 星期一至五 19:00-20:00        |
| 东南卫视              | 中国大陆 | 2016年1月21日 | 每晚 19:30-21:15 （两集连播） |

## 剧情
該剧是由蓝小汐的小说《实习生》改编，反映了90后初入职场的实习人生。讲述宋暖、张盛等几名大学毕业生初入职场，在经歷数次职场考验后，获得自我成长和甜蜜爱情的精彩故事。

## 演員
| 演员   | 角色     | 介绍 |
| 赵丽颖 | 宋暖     | JM公司总裁办实习生，是个天真善良、内心又十分坚强的一个女孩子。在好友吵架时总是站在中立的立场当和事佬，但也因为个性而时常招来不少麻烦。在工作上虽面临很多的磨难却不愿意妥协，总是能够靠自己的意志力克服并坚持下去。曾一度因为张盛的捉弄而想离开JM。在张盛当着周格格面前表明暗恋宋暖时, 令其与周格格反目, 但其也不断试着挽回她俩的友情。后喜欢上张盛。最终凭着那份碰到困难也绝不放弃的毅力，获得了实习生中的最高分。                                                                                  |
| 郑恺   | 张盛     | 前为JM公司实习生，后调至总裁办实习, 风华公司董事长的儿子，典型的富二代。个性吊儿郎当，一心只想自行创业却因母亲而碰壁，后到JM公司实习。一开始因为误会宋暖跟自己的母亲打小报告而调至总裁办并经常处处为难她 。曾因一次过度的做弄, 导致宋暖离开JM。后在汪思远的劝导和要求下, 用尽各种方法请求宋暖的原谅并请宋暖回JM。解开误会后因喜欢上宋暖而一直帮助她。随后因母亲身亡而一改以往个性，成了稳重、有想法且有责任感的男人。实习生期满后则和赵小川回崇明岛自行创业，既圆了母亲的期望，也实现了最初的梦想。 |
| 蔡文静 | 周格格   | 宋暖大学室友同事兼闺蜜，JM公司销售部实习生，是个坚强且敢爱敢恨的女孩子。原喜欢张盛，却在得知张盛喜欢宋暖后，不惜四年的友谊而与宋暖有一时的反目。因为高温若寒的冷嘲热讽和宁巴拉对其母亲不断的纠缠下而导致进院, 对其两位室友不满。在宋暖拉其到宁巴拉的家里看见宁巴拉的困境后, 才知道误会了宁巴拉并和好如此。后在赵小川改变态度后想通了，其实自己想要的不过是一个能踏踏实实、时常陪伴着自己的人，而爱上赵小川。                                                                                        |
| 郑家彬 | 赵小川   | 张盛的好朋友，JM公司销售部实习生。对电脑方面相当有研究，也常用写程式来赚钱。喜欢周格格，一开始把她当女神崇拜，甘愿为她做任何事情，后得知她是因钱才喜欢张盛而为她改变以往死缠烂打的个性。 |
| 付静   | 宁巴拉   | 宋暖同学兼大学室友，原风华公司实习生，打扮十分中性。身处在清寒的单亲家庭，母亲又患了间歇性精神病而时常受虐。因此家中只靠她一个人的收入维持生计，十分辛苦。后辞了实习生一职，带着母亲回老家养病，并成立自家的有机农场，开拓了自己的一番事业。 |
| 王伊瑶 | 高温若寒 | 宋暖同学同事兼大學室友，JM公司實習生。因重視外貌而去做微整，個性大剌剌。用旁門左道進入JM後，喜欢上有钱有势的张盛而對他展開熱烈追求，因而和周格格成了死對頭兼情敌。後請辭了實習生一職，原想靠著富商丈夫做一輩子的闊太太，沒想到丈夫公司破產，後懷了身孕過著平凡家庭主婦的日子。 |
| 李又麟 | 宋光明   | 宋暖父亲，十分疼爱宋暖并为她争取到在JM实习的机会。因宋暖而与妻子共同辞去老师一职搬到上海，后因朋友介绍在汇通上海分公司任副总一职，但才刚上任第一天公司即倒闭，之后四处找工作也是处处碰壁。后到一家酒吧任洗碗工一职，但在酒吧中驻唱的乐团里的鼓手因身体因素不能继续表演而随后代替了鼓手一员。 |
| 朱茵   | 陈爱莲   | 周格格母亲，風華老員工，後被裁員。愛貪小便宜，成天打麻將，為了格格的事業及將來不擇手段，曾导致周格格和宁巴拉之间产生误会。为了拖延宁巴拉向其通知被裁的消息, 散播出周格格即将与张盛结婚的谣言, 后让风华董事长得知, 王总便命令宁巴拉首先处理其被裁事件。对于宁巴拉的作为耿耿于怀, 在知道宁巴拉的困境后也释怀了。被裁員後到JM當清潔工。在知曉格格愛上趙小川後而想盡辦法阻撓，但最後成全了他們。 |
| 王姬   | 金燕如   | 张盛母亲，風華公司董事長，對張盛雖嚴格但也處處替他著想，後因事業挫敗、風華倒閉後，想通了如果再讓她選擇一次，寧可做一個平凡的媽媽。但隨即在和張盛過完一日平凡母子的生活後，選擇了跳樓自殺。 |
| 于小伟 | 汪思远   | JM公司CEO，是個通情達理，知曉人情世故的上司，影響著公司中大大小小的人事物。 |
| 温若寒 | 王刚     | 金燕如的心腹，后背叛金燕如 |
| 耿乐   | 陈建     | JM公司副总栽，不满汪思远，與郝敏是夫妻 |
| 郑则仕 | 郭华鹰   | JM公司的董事长 |
| 車曉   | 郝敏     | JM公司總裁辦主任，與陳建是夫妻 |

## 电视原声带
| 曲序 | 曲目                   | 演唱      |
| ---- | ---------------------- | --------- |
| 1.   | 我不想说再见（主题曲） | 郑恺      |
| 2.   | 城市的节奏（片尾曲）   | 刘沁      |
| 3.   | 重逢                   | 刘沁      |
| 4.   | 因为爱情               |           |
| 5.   | 明天你好               | 牛奶@咖啡 |
| 6.   | Flying my dream        | 刘锐      |

## 收视率

### 江苏卫视首播收视率
| 中国大陆 江苏卫视 首播收视率 |               |        |          |      |      |
| 集數                         | 播出日期      | 收视率 | 收视份额 | 排名 | 備註 |
| 1-2                          | 2015年7月17日 | 1.075  | 3.183    | 1    |      |
| 3-4                          | 2015年7月18日 | 0.961  | 3.025    | 1    |      |
| 5-6                          | 2015年7月19日 | 1.212  | 3.686    | 3    |      |
| 7-8                          | 2015年7月20日 | 1.163  | 3.449    | 3    |      |
| 9-10                         | 2015年7月21日 | 1.191  | 3.581    | 4    |      |
| 11-12                        | 2015年7月22日 | 1.301  | 3.821    | 3    |      |
| 13-14                        | 2015年7月23日 | 1.157  | 3.43     | 3    |      |
| 15-16                        | 2015年7月24日 | 1.334  | 3.92     | 1    |      |
| 17-18                        | 2015年7月25日 | 1.073  | 3.36     | 2    |      |
| 19上下                       | 2015年7月26日 | 1.218  | 3.65     | 2    |      |
| 20-21                        | 2015年7月27日 | 1.183  | 3.49     | 2    |      |
| 22-23                        | 2015年7月28日 | 1.206  | 3.56     | 2    |      |
| 24-25                        | 2015年7月29日 | 1.278  | 3.78     | 2    |      |
| 26-27                        | 2015年7月30日 | 1.229  | 3.616    | 2    |      |
| 28-29                        | 2015年7月31日 | 1.34   | 3.935    | 1    |      |
| 30上下                       | 2015年8月1日  | 1.157  | 3.53     | 1    |      |
| 31上下                       | 2015年8月2日  | 1.227  | 3.66     | 2    |      |
| 32-33                        | 2015年8月3日  | 1.218  | 3.6      | 2    |      |
| 34-35                        | 2015年8月4日  | 1.177  | 3.5      | 2    |      |
|                              | 平均          | 1.199  | 3.575    |      |      |

1. 同时段或交叉时段主要节目：
  - 湖南卫视：《花千骨》、《旋风少女》、《冰與火的青春》
  - 浙江衛視/安徽衛視：《克拉戀人》
2. 数据由广视索福瑞提供，调查范围为四岁以上之观众。
3. 以上收视排名不包括央视在内。
4. 资料来源：Kimi_冲、克顿传媒数据中心、卫视这些事儿、卫视小露电

## 外部連結
- 《加油吧实习生》的新浪微博

## 節目變遷
| 马来西亚 Astro雙星、Astro雙星HD 星期一至五 19:00－20:00 節目 | 马来西亚 Astro雙星、Astro雙星HD 星期一至五 19:00－20:00 節目 | 马来西亚 Astro雙星、Astro雙星HD 星期一至五 19:00－20:00 節目 |
| ------------------------------------------------------------ | ------------------------------------------------------------ | ------------------------------------------------------------ |
|                                                              | 加油吧！實習生 （2015年9月24日－11月16日）                   |                                                              |
| 開腦儆探 （2015年9月2日－9月23日） （星期日至四）            | 最佳前男友 (2015年11月17日-2016年1月20日)                    |                                                              |